# 早坂啓
早坂　啓（はやさか　けい）は、德陽シティ銀行頭取。

## 略歴
- 古川高等学校卒業
- 德陽シティ銀行入社。
- 専務取締役就任。
- 取締役社長就任
- 社長を辞任。